# Syndrome NARP
 Mise en garde médicale
Le syndrome NARP (neuropathie, ataxie, rétinite pigmentaire) est cliniquement hétérogène mais se caractérise par une neuropathie sensorielle, une ataxie cérébelleuse, et une cécité nocturne. Sa prévalence est estimée à 1/12.000. Le syndrome NARP se déclare généralement chez les jeunes adultes. Les signes cliniques correspondent à une combinaison des symptômes suivants : une rétinopathie poivre et sel, une rétinite pigmentaire, des pupilles peu réactives, un nystagmus, une cécité, une faiblesse neurogénique des muscles proximaux, un retard de développement, une atrophie du tractus corticospinal, une démence, une perte auditive, des crises d'épilepsie, une neuropathie sensorielle et une ataxie. Le syndrome NARP, à hérédité maternelle, est associé à la mutation 8993T>G dans le gène MTATP 6 de l'ADN mitochondrial, codant la sous-unité ATPase 6. Cette mutation aboutit au remplacement de la leucine 156 hautement conservée par une arginine (L156R). 
Ceci entraîne une anomalie sévère de la synthèse d'ATP mitochondrial, une réduction de l'énergie cellulaire et même la mort cellulaire, surtout dans les tissus fortement dépendants du métabolisme de phosphorylation oxydative, tels que le cerveau et la rétine. Cette mutation est également responsable de 8 à 10 % des cas de maladie de Leigh, alors définie par l'acronyme MILS (syndrome de Leigh à hérédité maternelle). Le syndrome MILS représente donc le phénotype le plus sévère du syndrome NARP, et il se manifeste généralement dans les générations ultérieures (pseudo-anticipation). Le traitement est uniquement symptomatique. Les anti-oxydants ont récemment été décrits comme utiles sur la base d'expériences in vitro.